# Nemesia cellicola
Nemesia cellicola là một loài nhện trong họ Nemesiidae.
Nemesia cellicola được miêu tả năm 1826 bởi Audouin.